# یوستس فانین
 یوستس فانین (انگلیسی: Eustace Fannin؛ زاده ۱ ژانویهٔ ۱۹۱۹) یک تنیس‌باز اهل آفریقای جنوبی است.